# Burty (obwód kijowski)
Burty (ukr. Бурти) – wieś na Ukrainie, w obwodzie kijowskim, w rejonie obuchowskim, w hromadzie Kaharłyk. W 2001 liczyła 1344 mieszkańców, spośród których 1307 wskazało jako ojczysty język ukraiński, 33 rosyjski, 1 rumuński, a 3 białoruski.